# Leonid Víktorovich Slutski
Leonid Víktorovich Slutsky (en ruso : Леонид Викторович Слуцкий) (Volgogrado Rusia, 4 de mayo de 1971) es un entrenador de fútbol y exfutbolista. Actualmente dirige al Shanghái Shenhua.

## Carrera como jugador
Jugaba como guardameta, pero tuvo que retirarse a los 19 años por una lesión de rodilla.

## Carrera como entrenador
Después de haber entrenado sucesivamente al FC Olimpia Volgograd en 2000, al FC Elista de 2002 a 2005, FC Moscú de 2005 a 2009 y a Krylya Sovetov Samara en 2009, firmó el 26 de octubre de 2009 un contrato con un club de élite de la Liga Premier de Rusia, el CSKA de Moscú, reemplazando al español Juande Ramos, despedido tras 47 días al frente del club.
El primer partido que dirigió fue el 30 de octubre en casa ante el Terek Grozny. El CSKA ganó gracias a un gol de Tomáš Necid y finalmente acabó 5.º en la liga a pesar de las 3 victorias (incluyendo una en el derbi ante el Spartak de Moscú).
Consiguió clasificar al CSKA para los octavos de final de la Liga de Campeones gracias a dos victorias: la primera contra el VfL Wolfsburg y la segunda ante el Beşiktaş. El 16 de marzo, consiguió hacer historia con el CSKA de Moscú al clasificar por primera vez al club a los cuartos de final de la Liga de Campeones tras una victoria por 2-1 en Sevilla (habiendo empatado 1-1 en Moscú).
El 7 de agosto de 2015 se convirtió en el nuevo seleccionador de Rusia, sustituyendo a Fabio Capello. Dirigió al equipo nacional ruso a la Eurocopa 2016, pero dimitió tras caer eliminado en la fase de grupos.
En verano de 2017 se incorporó al Hull City, recién descendido al Football League Championship, pero no logró los resultados que se esperaban y dejó el club tras sólo seis meses en el banquillo.
El 12 de marzo de 2018 llegó a un acuerdo con el Vitesse Arnhem para entrenar a dicho equipo a partir del mes de junio. En noviembre de 2019 decidió abandonar el cargo tras cinco derrotas consecutivas.
El 19 de diciembre de 2019 se hizo oficial su vuelta a los banquillos de un equipo ruso tras firmar por cinco años con el FC Rubin Kazán.Luego de descender en la temporada 2021-22, presentó su renuncia el 15 de noviembre de 2022 con el club en el cuarto lugar de la segunda división.
En diciembre de 2023, fue confirmado como entrenador del Shanghái Shenhua a partir de la temporada 2024.

## Clubes

### Como jugador
| Club               | País  | Año         | Partidos | Goles |
| ------------------ | ----- | ----------- | -------- | ----- |
| Zvezda Gorodishche | Rusia | 1988 - 1989 | 13       | 0     |

### Como entrenador
| Club                 | País         | Año             | P   | PG  | PE | PP | % e.   |
| -------------------- | ------------ | --------------- | --- | --- | -- | -- | ------ |
| FC Olimpia Volgograd | Rusia        | 2000            |     |     |    |    |        |
| FC Elista            | Rusia        | 2002 - 2005     |     |     |    |    |        |
| FC Moscú             | Rusia        | 2005 - 2007     | 89  | 39  | 26 | 24 | 53.56% |
| Krylia Sovetov       | Rusia        | 2008 - 2009     | 55  | 22  | 19 | 18 | 51.52  |
| CSKA Moscú           | Rusia        | 2009 - 2016     | 287 | 160 | 57 | 70 | 62.37  |
| Selección de Rusia   | Rusia        | 2015 - 2016     | 13  | 6   | 2  | 5  | 51.28  |
| Hull City            | Inglaterra   | 2017            | 21  | 4   | 7  | 10 | 30.16  |
| Vitesse Arnhem       | Países Bajos | 2018 - 2019     | 62  | 27  | 15 | 20 | 51.61  |
| Rubin Kazán          | Rusia        | 2019 - 2022     | 98  | 39  | 24 | 35 | 47.96  |
| Shanghái Shenhua     | China        | 2024 - presente |     |     |    |    |        |

## Palmarés

### Como entrenador

#### Campeonatos nacionales
| Título                | Club             | País  | Año     |
| --------------------- | ---------------- | ----- | ------- |
| Copa de Rusia         | CSKA Moscú       | Rusia | 2010-11 |
| Liga Premier de Rusia | CSKA Moscú       | Rusia | 2012-13 |
| Copa de Rusia         | CSKA Moscú       | Rusia | 2012-13 |
| Supercopa de Rusia    | CSKA Moscú       | Rusia | 2013    |
| Liga Premier de Rusia | CSKA Moscú       | Rusia | 2013-14 |
| Supercopa de Rusia    | CSKA Moscú       | Rusia | 2014    |
| Liga Premier de Rusia | CSKA Moscú       | Rusia | 2015-16 |
| Supercopa de China    | Shanghái Shenhua | China | 2024    |
| Supercopa de China    | Shanghái Shenhua | China | 2025    |